# Косево (Журомінський повіт)
Косево (пол. Kosewo) — село в Польщі, у гміні Журомін Журомінського повіту Мазовецького воєводства.
Населення — 178 осіб (2011).
У 1975-1998 роках село належало до Цехановського воєводства.

## Демографія
Демографічна структура станом на 31 березня 2011 року:
|          | Загалом | Допрацездатний вік | Працездатний вік | Постпрацездатний вік |
| -------- | ------- | ------------------ | ---------------- | -------------------- |
| Чоловіки | 89      | 17                 | 51               | 21                   |
| Жінки    | 89      | 15                 | 46               | 28                   |
| Разом    | 178     | 32                 | 97               | 49                   |